# Français algérien
Le français algérien est une variété régionale du français parlé en Algérie. 

## Influence du français algérien
Plusieurs mots d'origine algérienne sont entrés dans le lexique comme « taxieur » qui rejoint Le Petit Larousse illustré en 2020, « harraga » en 2011.
Le français algérien est caractérisé par un vocabulaire propre à lui, des mots typiquement algériens qui viennent de l'arabe algérien comme « dégoûtage » très employé au quotidien pour signifier son accablement, son découragement, la « tchitchi » pour désigner la jeunesse dorée algérienne, « parkingueurs », « parasoleurs ».